# Adolf Gustav Schneck

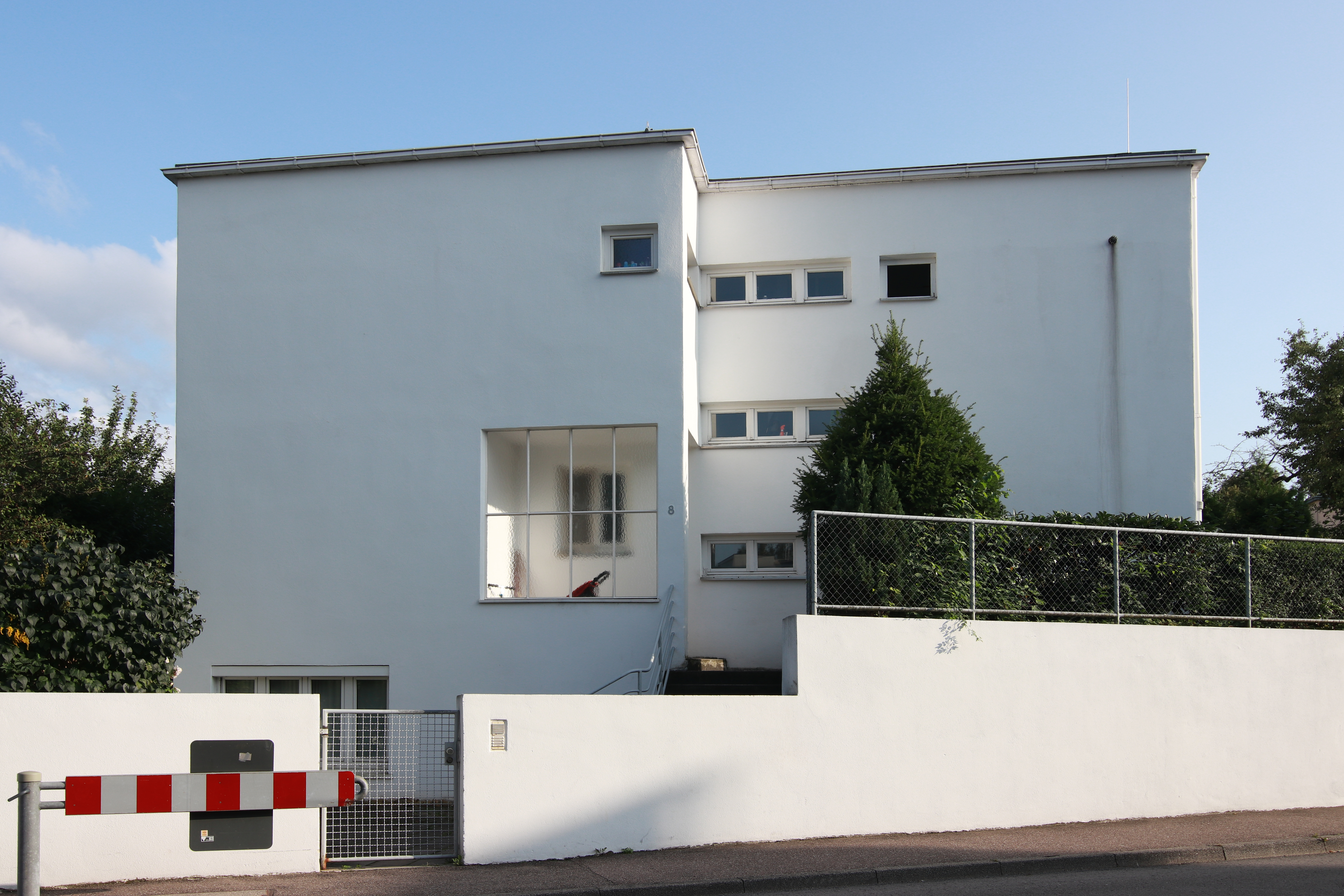
Casa para la urbanización Weißenhofsiedlung de Stuttgart (1927-1928)

Adolf Gustav Friedrich Schneck (Esslingen am Neckar, 7 de junio de 1883-Fellbach, 27 de marzo de 1971) fue un arquitecto y diseñador alemán. Evolucionó del expresionismo al racionalismo.

## Trayectoria
Se inició laboralmente en el taller familiar de guarnicionería (1897-1900). Posteriormente estudió en la Escuela de Artes y Oficios de Basilea. Entre 1907 y 1917 trabajó de nuevo en el taller familiar, lo que compaginó con sus estudios en la Technischen Hochschule de Stuttgart. En 1920 abrió un estudio de arquitectura y diseño de mobiliario. Desde 1921 se dedicó paralelamente a la docencia y, en 1925, entró como profesor en la Escuela de Artes y Oficios de Stuttgart.
En 1927 participó en la urbanización Weißenhofsiedlung de Stuttgart, una exposición organizada por el Deutscher Werkbund con el objetivo de promover la vivienda de bajo coste, supervisada por Ludwig Mies van der Rohe y en la que participaron diversos arquitectos alemanes junto a otros de otros países, como Le Corbusier, Pierre Jeanneret, Josef Frank, J.J.P. Oud, Mart Stam y Victor Bourgeois. Se construyeron treinta y una viviendas, diseñadas bajo unas premisas de unidad visual basadas en paredes de revoco blanco, formas rectangulares, cubiertas planas y bandas horizontales de ventanas.
Una de sus obras más relevantes fue la Haus auf der Alp en Bad Urach (1928-1930), uno de los mejores exponentes del Neues Bauen en Baden-Württemberg. Desde entonces destacó más como diseñador de mobiliario que como arquitecto. Para Karl Schmidt-Hellerau diseñó la línea de muebles Die billige Wohnung («El apartamento barato»), producida con gran éxito en los años 1930.